# Vernaya meiguites
Vernaya meiguites és una espècie de mamífer rosegador de la família dels múrids. És endèmic de la província xinesa de Sichuan. Té una llargada de cap a gropa de 58-76 mm i la cua de 125-132 mm, cosa que en fa l'espècie de Vernaya amb el cos més curt en comparació amb la cua. Té el pelatge dorsal llarg, suau i marró rogenc, mentre que el pelatge ventral té la base negra-grisa i l'extrem groguenc. El nom específic meiguites significa 'de Meigu' en llatí. Com que fou descoberta fa poc, l'estat de conservació d'aquesta espècie encara no ha estat avaluat formalment.